# عبد الله بن عياش
عبد الله بن عياش بن أبي ربيعة بن المغيرة بن عبد الله المخزومي القرشي، ويكني أبو الحارث قارئ من علماء القراءات، له رؤية، قرأ القرآن على أبي بن كعب.
وكان عبد الله بن عياش أقرأ أهل المدينة في زمانه، توفي سنة 71 هـ.

## قرائته
- قرأ عبد الله بن عياش القرآن على أبيّ بن كعب.
- وقد تلقى القرآن على عبد الله بن عياش» عدد كثير منهم: مولاه: أبي جعفر يزيد بن القعقاع وشيبة بن نصاح وعبد الرحمن بن هرمز ومسلم بن جندب الهذلي ويزيد بن رومان.

## روايته للحديث النبوي
- سمع : أباه عياش بن أبي ربيعة وعمر بن الخطاب وعبد الله بن عباس.
- روى عنه : ابنه الحارث، ونافع مولى ابن عمر وسليمان بن يسار.

## الجرح والتعديل
أقوال العلماء فيه
- أبو القاسم البغوي : لا أعرف له حديثا مسندا.
- أبو حاتم بن حبان البستي : ولد بأرض الحبشة.
- أحمد بن صالح الجيلي : ثقة.
- ابن حجر العسقلاني : كان أبوه قديم الإسلام، فهاجر إلى الحبشة، فولد له هذا بها، وحفظ عن النبي ﷺ، وعن عمر وغيره روى عنه ابنه الحارث، ونافع، وسليمان بن يسار وغيرهم.
- جلال الدين السيوطي : ولد بالحبشة، فقيل إنه رأى النبي، قرأ القرآن على أبي بن كعب، وسمع من عمر وابن عباس وأبيه عياش وغيرهم، قرأ عليه مولاه أبو جعفر القارئ، ويزيد بن رومان وشيبة ومسلم بن جندب وغيرهم وحدث عنه ابنه الحارث ونافع مولى ابن عمر وسليمان بن يسار وجما.
- محمد بن إسحاق بن منده الأصبهاني : له حديث غريب.
- محمد بن سعد كاتب الواقدي : ممن أدرك الرسول ﷺ ورآه ولم يحفظ عنه شيئا.
- محمد بن عمر الواقدي : لا أعلمه روي عن النبي ﷺ.